# Plancher chauffant
 (avril 2014).
Si vous disposez d'ouvrages ou d'articles de référence ou si vous connaissez des sites web de qualité traitant du thème abordé ici, merci de compléter l'article en donnant les références utiles à sa vérifiabilité et en les liant à la section « Notes et références ».
Un plancher chauffant, ou chauffage au sol, est un système de chauffage des bâtiments par le sol. L'énergie de chauffage produit par une chaudière est généralement transmise au plancher via un réseau circulant sous le plancher. Ce réseau est principalement hydraulique ou électrique. Les systèmes récents de plancher hydraulique sont dits basse température, car l'eau circule dans les tuyaux à une température moyenne comprise entre 35 °C et 45 °C.

## Historique

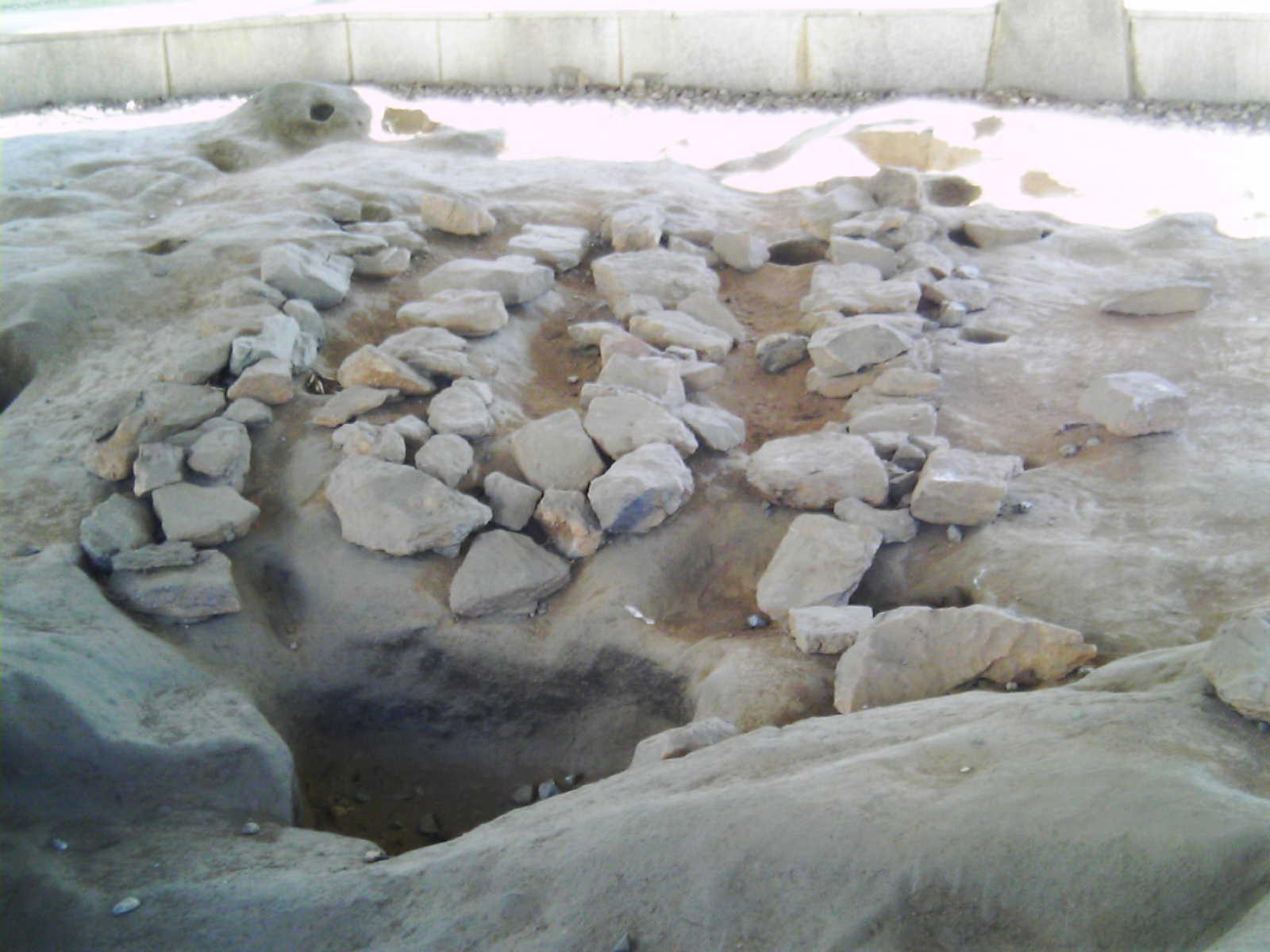
Système de chauffage par le sous-sol de la péninsule coréenne dit « ondol », reconstitué (Musée provincial de Yongin, Yongin, Gyeongi-do, Corée du Sud)

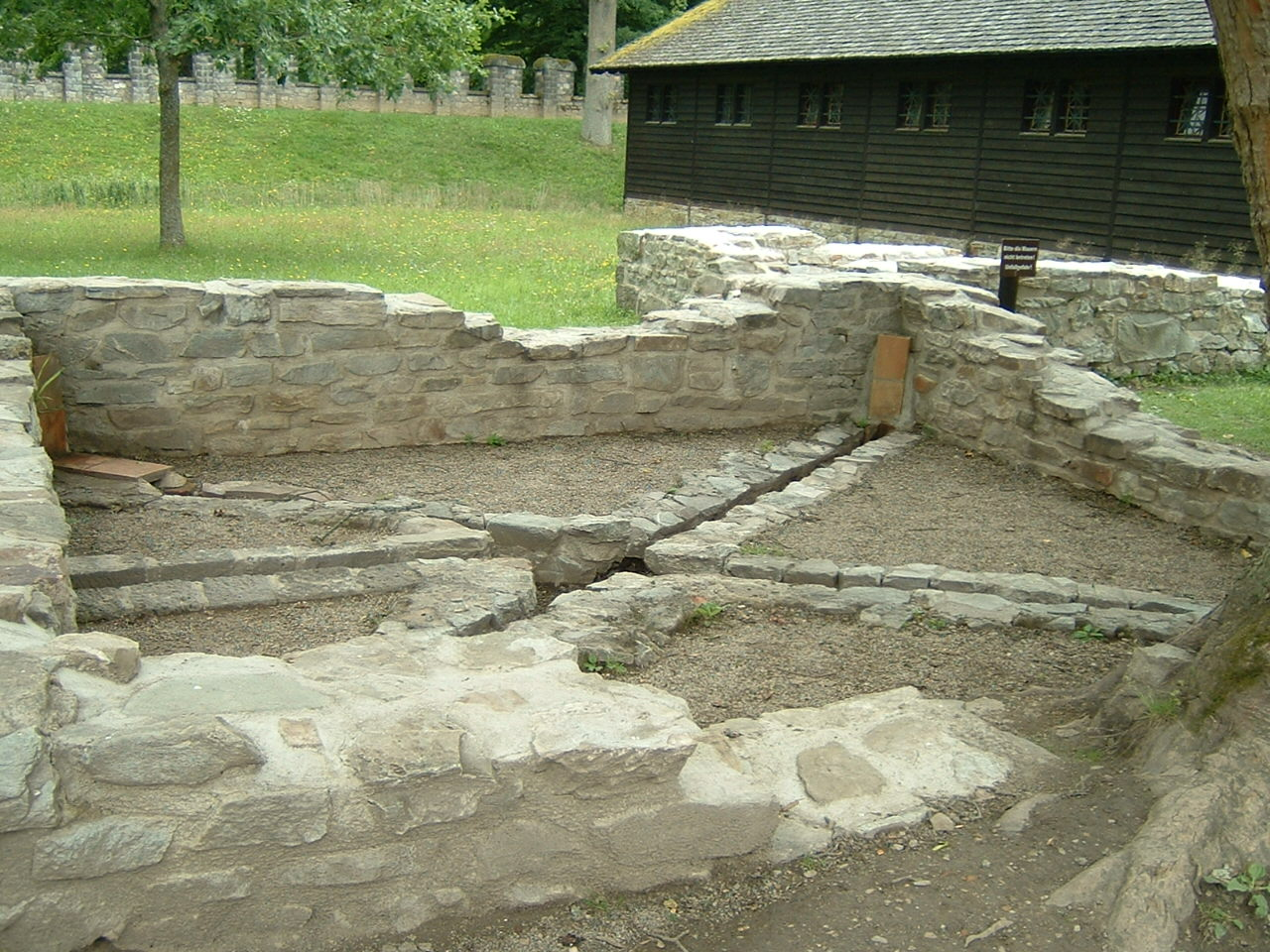
Kastell Saalburg, conduites de chauffage par le sol, datées de l'époque romaine

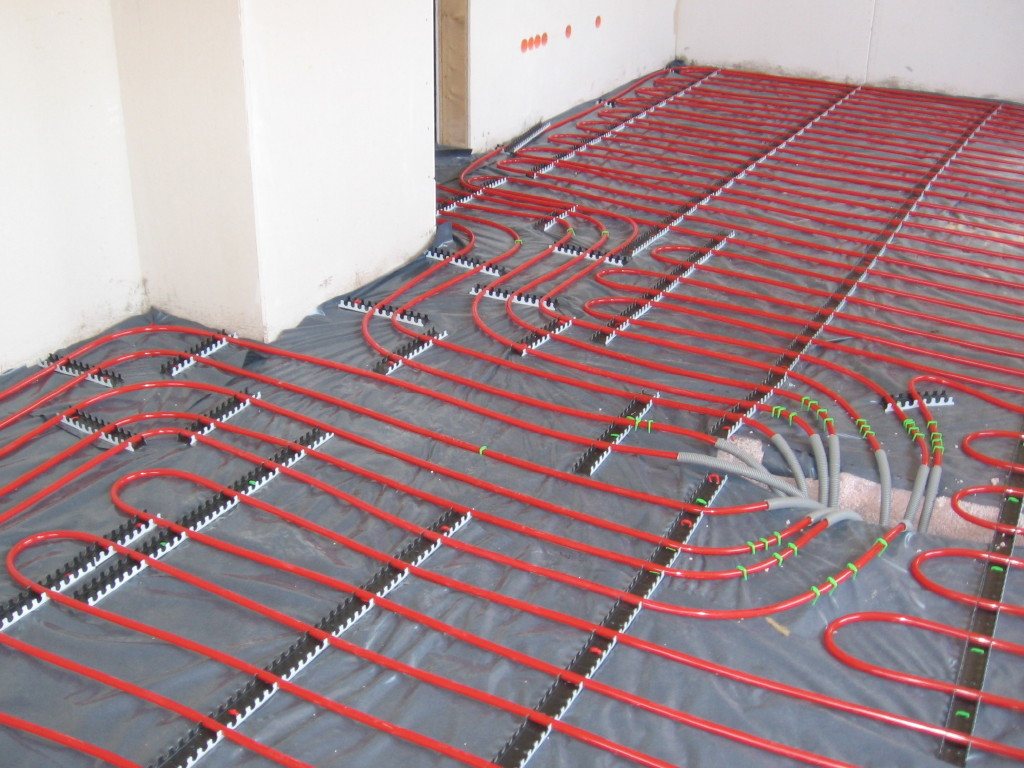
Système à circulation d'eau

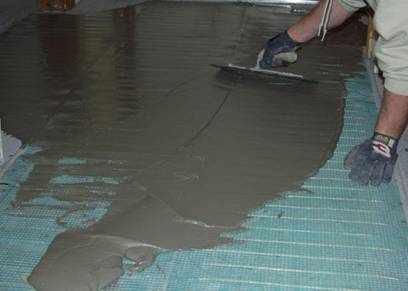
Système de chauffage électrique

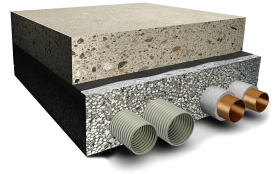
Les tuyauteries de circulation d'air et/ou d'eau doivent être résistantes au temps et à la corrosion

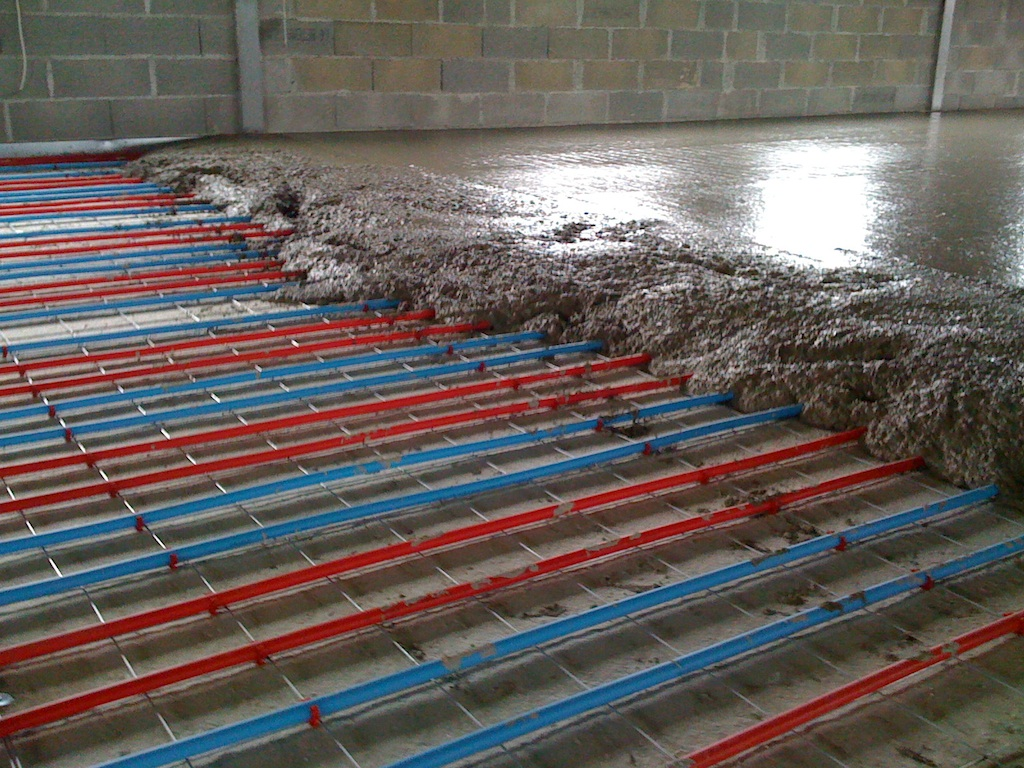
Mise en œuvre d'un « plancher solaire »

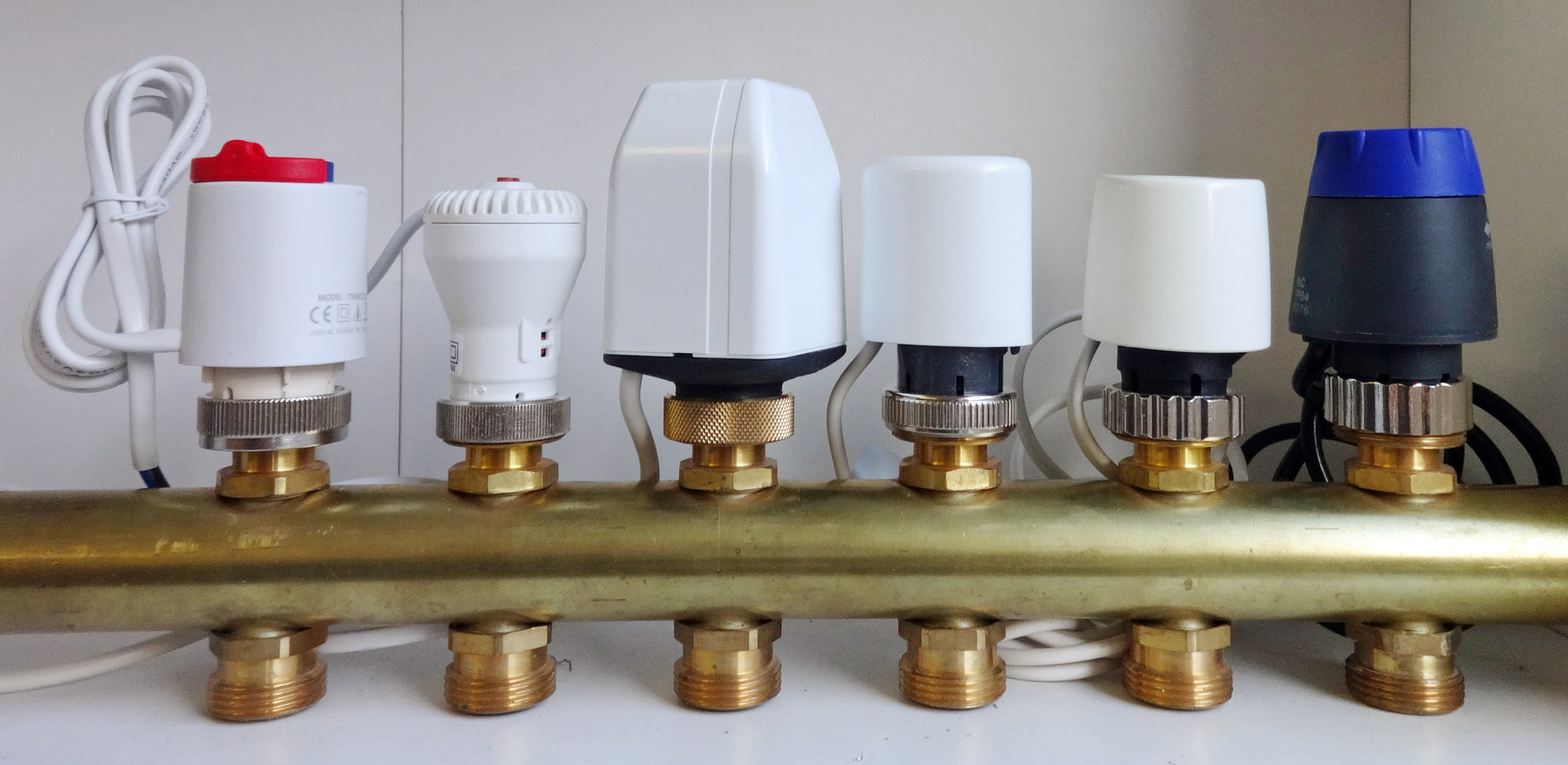
Thermische Stellantriebe, Thermische Antriebe, Fussbodenheizung, thermal actuator, actuateur thermique

L'émission de chaleur par le sol intégrée au bâtiment n'est pas nouvelle. Ce mode de chauffage par le sol remonte, d'après l'étude des vestiges de l'Empire romain, au IVe siècle av. J.-C., où certaines riches villas ainsi que les thermes possédaient un chauffage par le sol utilisant le principe de l'hypocauste. Ce procédé consiste à faire circuler dans des conduits sous le sol de l'air chaud ou de la vapeur. Ce procédé a disparu progressivement dès la fin de l'Empire romain, on en trouve encore quelques exemples dans des palais épiscopaux du Haut Moyen Âge.
De l'autre côté de la planète, dans la péninsule coréenne, un système similaire, l'ondol, a été utilisé sans discontinuer depuis l'Âge du fer — à partir de la fin du IVe siècle av. J.-C. — jusqu'à nos jours, le système se perfectionnant au fil du temps.
Il faut attendre les années 1930 et la construction de l’immeuble de la Johnson Wax (1936-1939) par l'architecte Frank Lloyd Wright pour voir le système être remis au goût du jour en Occident.
Il s'est développé réellement dans les années 1960. À cette époque, les planchers chauffants fonctionnaient comme des radiateurs traditionnels. On chauffait de l'eau qui circulait dans le sol. L'eau cédait sa chaleur au plancher. Ensuite, la masse d'air au contact du sol se réchauffait puis montait jusqu'à ce que la pièce soit entièrement chauffée par radiation.
Ce principe a suscité quelques problèmes. La température du sol était trop élevée (supérieure à 30 °C) et créait des douleurs dans les jambes. Après quelques années d'utilisation, la technique a été peu à peu abandonnée. Parfois des pertes importantes de calories se faisaient par pont thermique.

## Évolutions
De nos jours, le chauffage par le sol est dit à « basse température » (environ 35 à 45 °C). La dalle en béton emmagasine et restitue la chaleur par rayonnement et avec une température ambiante ressentie dans l'habitat de 19 à 20 °C). Le plancher ne chauffe que la matière, cela évite de chauffer l'air, ce qui est vite économique dans le cas des grands bâtiments. Donc plus de problème de mal de jambes. La température de chauffage du sol ne doit pas dépasser 28 °C, qui est la température théorique de la voûte plantaire (pour éviter les maux de têtes et de jambes). Dans ces installations modernes, la température de l'eau, fluide caloporteur, est finement régulée selon une loi d'eau bien adaptée.
Le plancher chauffant s’adapte à toutes les formes de production d’énergie : solaire, géothermique, fioul, gaz, électrique, etc.
Ce mode de diffusion s'adapte particulièrement aux « chauffages écologiques » de nouvelle génération comme la géothermie et le chauffage solaire.

## Principes de fonctionnement
Le mode de fonctionnement est assez simple : une chaudière est programmée pour faire circuler de l’eau chaude dans des tuyaux placés sous le sol, et ainsi grâce à un effet de rayonnement chauffe la pièce.

## Plancher chauffant dalle à sec
Il n'y a pas de chape sur les tubes. Il s'agit de dalle de polystyrène recouverte entièrement d'aluminium. La plaque est préformée pour recevoir le tube multicouche, et la chaleur va rayonner par l'aluminium.
La consommation est de 25 à 30 % inférieure à un plancher traditionnel du fait du peu d'inertie. C'est un système idéal pour les maisons en bois et les rénovations.

### Plancher chauffant solaire
Le fluide, réchauffé dans les capteurs solaires, circule directement dans un plancher chauffant.
Les capteurs solaires thermiques ne permettent pas de couvrir la totalité des besoins en chauffage. Donc, il faut recourir à un système d'appoint pour apporter le complément d'énergie nécessaire. L'équilibre entre l'énergie solaire et l'appoint est géré par le groupe de régulation.

### Plancher chauffant-rafraîchissant basse température (ou PCRBT)
Il s'appuie sur la même installation qu'un plancher chauffant basse température (21 à 24 °C), si ce n'est qu'il est irrigué par de l'eau fraîche en été et par de l'eau chaude en hiver.

Il s'agit plus de rafraîchissement ou « climatisation douce » que de climatisation car la puissance est limitée (à environ 35 W/m2), pour éviter les risques de condensation au sol. Néanmoins ce système de « climatisation douce » est à classer dans la catégorie qualitative car le plancher rafraîchissant redonne au bâti de l'inertie (un peu comme les murs massifs des anciennes maisons où l'on se sent au frais même en été). Selon les fabricants, le PCRBT « conférerait à l’habitat le même confort thermique qu’un chauffage par radiateurs à 2 °C de moins, grâce à l’homogénéité de température dans la pièce », permettant « d'économiser 15 % de la consommation énergétique par l’optimisation de la température ». C'est le cas lorsque les réglages fin de la loi d'eau du système sont bien réalisés.

Cette « clim douce » présente plusieurs avantages : pas de bruit (ce qui est important pour un système de climatisation), pas d'entretien dans les pièces de vies (pas de filtres à nettoyer), pas de poussières ni sources de microbes/biofilms microbiens, esthétique, etc.

Grâce aux normes de construction BBC et à la RT 2012 (obligatoire dans les logements neufs dès le 1er janvier 2013), ce procédé progresse ; avec par exemple en France 7,5 millions de mètres carrés installés en 2011 selon les fabricants qui estiment que près de 40 % des maisons individuelles neuves ont un PCRBT. Dans le contexte post-crise 2008, en 2012, la construction de logements a diminué de 14,5 % (surtout dans le « collectif », les quatre premiers mois de 2012, mais les poses de planchers chauffants n'auraient diminué que de 5 % « […] car l’individuel a moins chuté que le collectif ». 

## Coûts
De 30 à 75 €/m2 selon les fabricants mi-2012, avec des prix qui devraient baisser à la suite de la généralisation de la méthode dans le cadre de la RT 2012 et des innovations techniques (intégration des tubes en « dalles de compression », déjà utilisée dans le tertiaire). Les fabricants recommandent d'utiliser des matériels labellisés «Certitherm» (certification de tubes, raccords, accessoires) pour des performances durables.